# 비센테 알레익산드레
비센테 피오 마르셀리노 시릴로 알레익산드레 이 메를로(스페인어: Vicente Pío Marcelino Cirilo Aleixandre y Merlo, 1898년 4월 26일 ~ 1984년 12월 14일)는 스페인의 시인이다. 세비야에서 출생하였으며 마드리드 대학에서 법률과 경영학을 공부하였다. 27세에 《영역》을 발표하여 시인으로서 인정을 받았으며, 이어 《입술 같은 칼》, 《대지의 정열》 등을 발표하여 독자들로부터 크게 환영을 받았다. 1977년에는 노벨 문학상을 받았다.